# Bulgari di Corfù

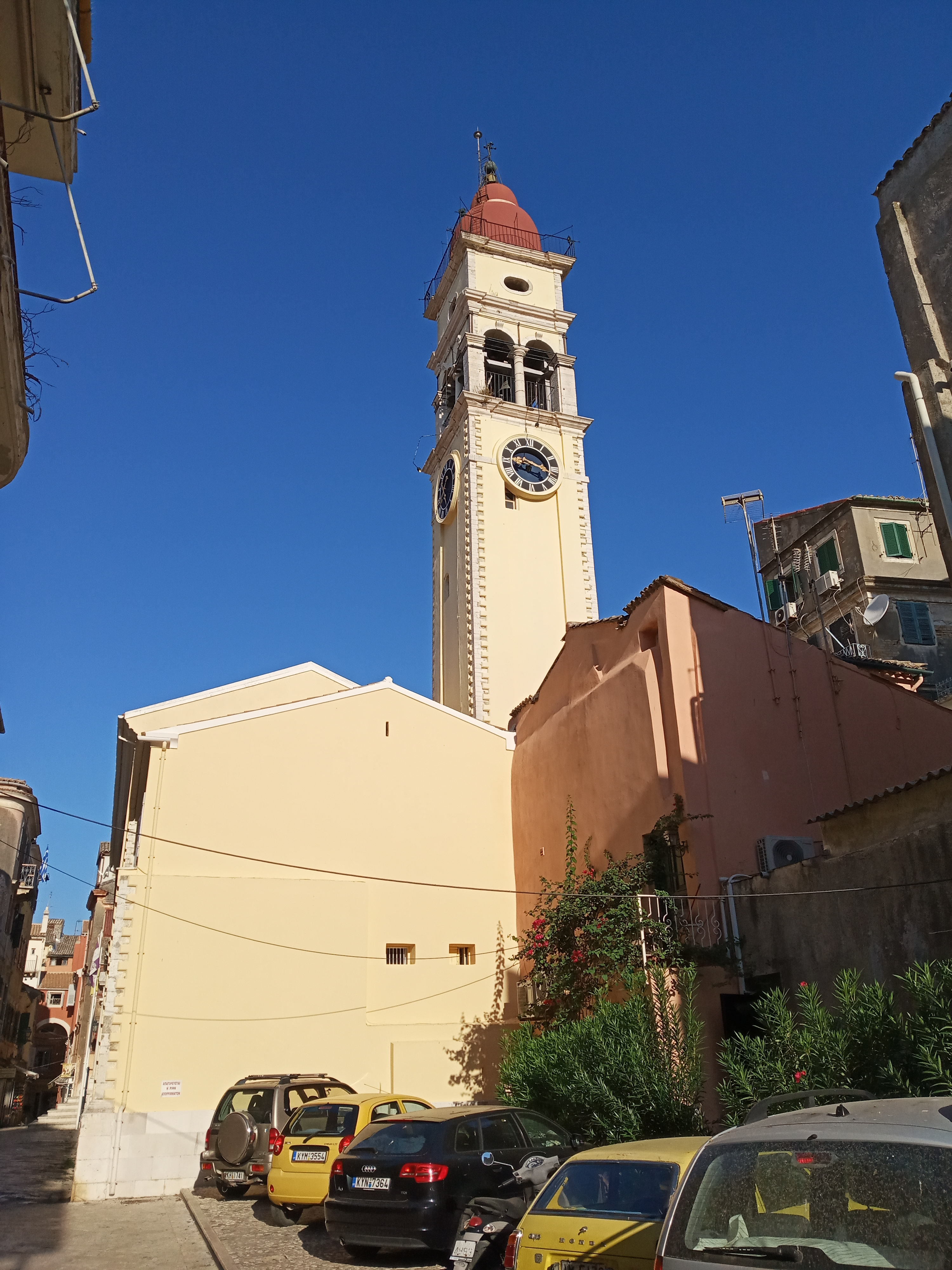
Chiesa di San Spiridione a Corfù.

Bulgari di Corfù è una famiglia aristocratica di Corfù, il cui antenato è Stamat bulgaro. Stamat si stabilì sull'isola nel 1462, isola dal 1386 posseduta dalla Repubblica di Venezia.
La famiglia è la custode delle reliquie di San Spiridione e in un certo senso il garante spirituale dell'indipendenza di Corfù in epoca ottomana, poiché l'isola non è mai entrata a far parte dell'Impero ottomano. Le reliquie del santo sono custodite dalla famiglia dal 1521 al 1925. La famiglia è la fondatrice del locale tempio del santo, più volte restaurato con i fondi della famiglia. 
I membri della famiglia stringono matrimoni e legami familiari con altre famiglie locali e veneziane. C'è un ramo della famiglia nella vicina Albania ottomana. Il famoso marchio di moda Bulgari (azienda) proviene da un parente.
Il rappresentante più famoso della famiglia è Eugenio Vulgaris. 